# Bookworm Adventures

Bookworm Adventures — це словотвірна відеогра-головоломка, продовження Bookworm від PopCap Games . Випущена в листопаді 2006 року, Bookworm Adventures поєднує аспект «створення слів із наборів літер» Bookworm з кількома елементами рольової відеоігри . У 2007 році на Interactive Achievement Awards Bookworm Adventures виграла «Гру року, яку можна завантажити».  Гра також отримала три нагороди Zeeby за найкращу гру в слова та вікторини 2006 року, найкращий ігровий дизайн 2006 року та найкращу історію/розповідь 2006 року 
Продовження Bookworm Adventures, Bookworm Adventures: Volume 2, було випущено 30 липня 2009 року.

## Розвиток
На відміну від нижчих виробничих бюджетів, характерних для більшості «казуальних ігор», PopCap Games витратила понад два з половиною роки та 700 000 доларів США на розробку Bookworm Adventures .  Хоча модель прямих продажів, яку використовує компанія, дозволяє уникнути різноманітних комісій за розповсюдження та роздрібну торгівлю, це все одно є однією з найдорожчих інвестицій у жанрі на сьогоднішній день. Джон Вічі, директор PopCap, вказав, що це, схоже, є відходом від попередньої моделі, зазначивши, що «кілька років тому панувала думка, що на створення казуальної гри трьом хлопцям знадобилося шість місяців і 100 000 доларів. Раніше їх вважали низьким видом мистецтва»  .

## Ігровий процес
Гравці ведуть Лекса Книжкового хробака (озвученого головним креативним директором PopCap Джейсоном Капалкою) через кілька етапів, борючись із істотами на цьому шляху (які в основному засновані на грецькій міфології, Тисячі й одній ночі та готичній фантастиці, тоді як вороги у продовженні гри засновані на казках, Подорожі на Захід і науковій фантастиці ). Кожна битва складається з боротьби Лекса з певним ворогом. І Лекс, і його ворог мають лічильники здоров’я (представлені кількома сердечками), які, коли вичерпуються, сигналізують про поразку (перехід до наступного розділу, якщо ворог переможений, і гра закінчується, коли гравець гине). Однак, на відміну від більш традиційних рольових ігор, де гравці можуть поранити своїх опонентів зброєю або магією, вороги в Bookworm Adventures отримують ушкодження, складаючи слова.
Як і в оригінальному Bookworm, слова утворюються із сітки доступних літер, хоча, на відміну від оригіналу, літери, які використовуються для формування слів, не обов’язково повинні бути поруч одна з одною. Чим довше утворене слово, тим більше шкоди завдано опонентам. Подібним чином слова, створені з використанням менш поширених літер, завдають більшої шкоди, ніж ті, що використовують лише звичайні літери. У грі також є дорогоцінні камені, які генеруються шляхом написання потужніших слів. Кожен дорогоцінний камінь має різні ефекти, наприклад, зцілення Лекса та нанесення негативних ефектів на ворога. Функція «скремблування» з оригінальної назви повертається в Bookworm Adventures, дозволяючи гравцям замінювати поточну сітку букв на абсолютно новий набір. Ціною цього є втрата ходу, щоб ворог отримав «безкоштовну» атаку.
Кожного ходу гравці можуть складати одне слово, а вороги використовують одну зі своїх доступних атак, щоб пошкодити Лекса, завдати Лексу хвороб, підсилити себе або маніпулювати плитками в сітці. Під час битв гравець може бачити, які атаки та здібності може використовувати ворог, у нижній правій частині екрана. Деякі з цих атак можуть поєднувати два або більше ефектів. Після кожної перемоги в битві Лекс автоматично відновлюється до повного здоров’я перед тим, як перейти до наступної битви; однак існують певні етапи, які називаються «Битви за виживання» (у першій грі вони все ще називаються битвами з босами), де Лекс не буде зцілений між ворогами.
Після певної кількості виграних боїв зустрічається бос підвищеної складності. Після перемоги над босом глава закінчується, і гравець отримує нагороду скарбницею. Скарби надають Лексу спеціальні здібності, такі як зменшення завданої йому шкоди або збільшення шкоди, створюваної від слів, що містять певні літери, або навіть стійкість до негативних ефектів. У деяких випадках замість отримання нового предмета оновлюється існуючий предмет, що покращує ефект або здатність старого предмета. Коли гравець накопичить більше трьох предметів скарбу, він повинен вибрати, які три предмети взяти з собою в наступні розділи. У сіквелі гравець також може бути нагороджений компаньйоном, який дає благотворний ефект кожні чотири ходу.
Окрім екіпірованих предметів, гравці також можуть заробляти витратні зілля, які можна використовувати для негайної вигоди. Різновиди зілля складаються з лікувальних зілля, зілля, які посилюють наступну атаку, і зілля, які лікують будь-які негативні стани та/або негативні плитки. Хоча зілля можна здобувати поступово, перемагаючи ворогів, зілля також можна нагороджувати за окремі словесні міні-ігри між етапами. У таких міні-іграх гравець повинен спробувати вгадати секретне слово або скласти якомога більше слів із набору літер. Чим вправніше гравець грає в ці міні-ігри, тим більша винагорода. У сіквелі гравець може мати не більше 10 зілля кожного типу, можливо, щоб запобігти фармінгу.

### Режими гри
У першій грі є три режими гри, а також два додаткові режими: Adventure, Tome of Knowledge, Mini-Games, Arena та Clips and Giggles.
Режим пригод є основним режимом гри. У режимі пригод гравець слідкує за історією Лекса, який розгадує таємницю Великої бібліотеки, борючись із супротивниками по порядку. Режим «Пригоди» містить три книги. Після завершення режим «Пригоди» назавжди блокується, тобто гравець повинен створити новий файл збереження, щоб відтворити режим.
Фоліант знань містить усю інформацію про ворогів, їхні атаки та здібності, їх ароматичний текст і секрети, які гравець знайшов. Ця функція розблоковується після завершення Книги 1 у режимі пригод. Сюди буде додано всіх ворогів, з якими билися в наступних двох книгах у Пригодах.
У міні-іграх гравці можуть грати в три різні міні-ігри та прагнути отримати високий бал. Цей режим відкривається після завершення Книги 2 у режимі пригод. У режимі пригод гравець може грати в попередньо вибрану міні-гру за нагороди, які можуть допомогти йому в наступних розділах.
Режим «Арена» відкривається після завершення режиму «Пригоди» (завершення Книги 3). Тут гравці можуть битися з усіма босами у швидкому темпі (замість покрокової гри в режимі пригод), за винятком деяких босів (Гідри, Сфінкса та професора Кодексу). Над сіткою також є панель таймера; якщо він заповнений, ворог нападе незалежно від того, готовий гравець чи ні. На протилежному боці гравець може зробити кілька атак між атаками ворога, швидко промовляючи слова.
Clips and Giggles — це місце, де комікси до кожної книги та музику до «Пригод Bookworm» можна знайти та відтворити будь-коли, коли гравець забажає. Він також містить коментарі PopCap Games щодо створення гри. Його можна розблокувати, пройшовши режим арени.

## Звільнення
Bookworm Adventures було випущено 28 листопада 2006 року як пакетне програмне забезпечення та випущено в цифровому вигляді через Steam, що зароджувався, незабаром після цього, 2 січня 2007 року. З незрозумілих причин Electronic Arts, правовласник, який придбав PopCap Games у 2011 році, видалив Bookworm Adventures як зі Steam, так і з EA Origin у 2016 році, унеможливлюючи легальне придбання гри через цифрове завантаження, ситуація, яка зберігається з тих пір. 

## Рецепція
Bookworm Adventures і продовження Bookworm Adventures: Volume 2 отримали переважно позитивні відгуки. GameRankings дав оригіналу 78%  і продовженню 79%.  Metacritic оцінив оригінальні пригоди Bookworm на 82/100  і 79/100  для продовження.

## Спадщина
У продовженні є кілька доповнень і відмінностей. Усі функції та режими гри з попередньої гри, за винятком Clips і Giggles, повертаються в продовженні з ідентичними умовами розблокування. Книги в режимі «Пригоди» продовження називаються Книгами 4–6 відповідно до нумерації приквелу. Книги мають назви Fractured Fairytales, The Monkey King та Astounding Planet відповідно. Режим пригод також дозволяє гравцеві вибрати міні-гру, у яку він хоче грати, коли є значок намету, на відміну від переходу до конкретної міні-гри в приквелі. Режим Арени в сиквелі містить усіх босів сиквела, за винятком Попереднього Лекса, Скелетрокса (Командира танцю) і Машини.
Продовження також містить новий режим під назвою Adventure Replay, який відкривається після проходження режиму Adventure (завершення Книги 6). Цей режим дозволяє гравцеві відтворити режим пригод, що було неможливо в приквелі без створення нового файлу збереження. Гравець може вибрати будь-яку з трьох книг для гри; Лекс отримує рівень, еквівалентний тому, яким він повинен бути в розділі, і гравець повинен залишити Лекса живим або інакше отримати гру закінчено. Замість панелі підвищення рівня у верхньому лівому куті гравець може знайти панель результатів; Лекс підвищує рівень після кожного розділу. Є вісім значків чотирьох рівнів (бронза, срібло, золото, платина), які вимагають від гравця певного завдання; наприклад, перемога над ворогом за допомогою отрути, написання слова з 12 літер або часте використання алмазів.
У сіквелі також представлені компаньйони, які діють подібно до скарбів, але мають певний ефект, який активується кожні чотири ходу. Наприклад, Мати-Гуска дає зілля здоров’я кожні чотири ходу (якщо гравець не має максимальну кількість зілля здоров’я в десять, де Мати-Гуска чекатиме, доки гравець використає одне зілля), а Скелетрокс покращує плитки, щоб сформувати кращі дорогоцінні камені. Щоб скористатися цією новою функцією, гравець може принести лише два предмети скарбу разом із будь-яким розділом.